# 사쓰마이마이즈미역
사쓰마이마이즈미역(일본어: 薩摩今和泉駅)은 일본 가고시마현 이부스키시에 있는 규슈 여객철도 이부스키마쿠라자키 선의 역이다. 섬식 승강장 1면 2선의 구조를 가지는 지상역이다.

## 승강장
| 플랫폼 | 노선                    | 방향   | 행선지                      |
| 1      | ■ 이부스키마쿠라자키 선 | 하행선 | 이부스키 · 마쿠라자키 방면  |
| 2      | ■ 이부스키마쿠라자키 선 | 상행선 | 기이레 · 가고시마 중앙 방면 |

## 이용 현황
| 승차인원 추이 | 승차인원 추이       |
| 연도          | 하루 평균 승차 인원 |
| ------------- | ------------------- |
| 2003          | 677                 |
| 2004          | 620                 |
| 2005          | 586                 |
| 2006          | 584                 |
| 2007          | 561                 |

## 역 주변
- 이마이즈미 우체국

## 역사
- 1987년 4월 1일 : 민영화에 따라, 규슈 여객철도로 이관.

## 인접 정차역
| 이부스키마쿠라자키 선     | 이부스키마쿠라자키 선 | 이부스키마쿠라자키 선      |
| ------------------------- | --------------------- | -------------------------- |
| 기이레 가고시마 중앙 방면 | ■ 쾌속 "나노하나"     | 미야가하마 야마카와 방면   |
| 누쿠미 가고시마 중앙 방면 | ■ 보통                | 미야가하마 마쿠라자키 방면 |